# Enrique Villanueva
Enrique Villanueva (Bayan ng Enrique Villanueva) är en kommun i Filippinerna. Kommunen tillhör provinsen Siquijor och ligger på ön med samma namn. Folkmängden uppgick 2012 till 5 364 invånare.
Enrique Villanueva delas in i 14 barangayer.

## Källor

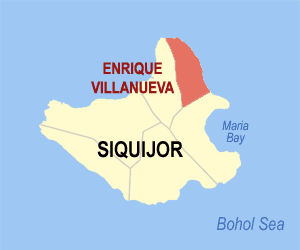